# Skiptvet
Skiptvet este o comună din provincia Østfold, Norvegia.